# Cerro del Nacimiento
Cerro del Nacimiento är ett berg i Argentina. Det ligger i provinsenCatamarca, i den nordvästra delen av landet, 1 300 km nordväst om huvudstaden Buenos Aires. Toppen på Cerro del Nacimiento är 6 663 meter över havet, eller 701 meter över den omgivande terrängen. Bredden vid basen är 7,7 km.
Terrängen runt Cerro del Nacimiento är bergig åt sydväst, men åt nordost är den kuperad. Cerro del Nacimiento ligger uppe på en höjd som går i nord-sydlig riktning. Trakten är glest befolkad. Det finns inga samhällen i närheten.